# 律増甲乙之科以正澆俗 礼崇升降之制以極頽風
律増甲乙之科以正澆俗 礼崇升降之制以極頽風は、勝海舟が専修学校（現在の専修大学）の学生に贈った言葉。中国の初唐時代の政治家、長孫無忌が太宗皇帝にすすめた「進律疏表」からの引用である。

## 訳

### 書き下し
「律は甲乙の科を増し、以て澆俗を正す。礼は升降の制を崇め、以て頽風を極（と）む」

### 現代語訳
「法律はさまざまな条文を増やし、それによって薄情な世俗を正す。礼法はさまざまな制度を尊重し、それによって退廃の気風をとめる」